# 九如里 (新北市)
九如里為台灣新北市板橋區轄下之一里，位於板橋區東部，面積約0.0576平方公里。該里於1975年2月1日由福壽里分出，取雅麗及吉祥語為名。里內有興隆市場。